# Бритвин, Глеб Васильевич
Глеб Васильевич Бритвин — советский хозяйственный и политический деятель.

## Биография
Родился в 1926 году в Ядрине. Член КПСС.
Окончил Чебоксарский электромеханический техникум, Всесоюзный заочный политехнический институт.
Участник Великой Отечественной войны
В 1954—1975 гг. — мастер, инженер, заместитель начальника цеха, начальник цеха, заместитель главного инженера, заместитель директора по производству, главный инженер Чебоксарского электроаппаратного завода.
В 1975—1986 гг. — директор Чебоксарского электроаппаратного завода.
Заслуженный работник промышленности Чувашской АССР (1977).
Под руководством Бритвина 18 месяцев подряд завод держал переходящее Красное знамя Министерства электротехнической промышленности СССР, поставки аппаратуры велись в более чем 70 стран мира, ежегодно внедрялось производство более 10 новых электротехнических изделий.
По инициативе Бритвина были построены детские сады, общежития, жилье для сотрудников предприятия, базы отдыха и яхт-клубы, реконструированы Дворец культуры и стадион «Энергия», лагерь «Березка» и другие социальные объекты города Чебоксары.
Делегат XXVI съезда КПСС.
Умер в 2011 году в Чебоксарах.

## Награды
- Орден Ленина
- Орден Октябрьской Революции
- Орден Отечественной войны II степени
- Орден Трудового Красного Знамени (дважды)